# ホンダ・CBR400R
CBR400R（シービーアールよんひゃくアール）は、本田技研工業が製造販売するCBRシリーズ排気量400ccクラスのオートバイである。

## 概要
1986年から1988年にかけて製造販売されたNC23型、2013年より製造販売されているNC47型の2種類が存在する。本項では両車のほか、NC47型のシリーズ車種として製造されているCB400F（シービー400エフ）・400X（エックス）、NC47型のベース車となった日本国外向けのPC44型（CBR500R・CB500F・CB500X）についても解説を行う。

## モデル一覧

### NC23型
1986年7月7日発表、同月15日発売。CBRシリーズ排気量別バリエーションとして、ほぼ同時期に製造販売されていたCBR250R・CBR600F・CBR750・CBR1000F同様のフルカウルを装着するスーパースポーツモデルである。フロントフェンダーやフェアリングなどの形状に工夫を凝らすことで、空気抵抗を大幅に低減させることに成功した。
1988年に型式名は引き続きNC23型のままCBR400RRへ車名を変更。

### NC47型
2013年の大阪・東京モーターサイクルショーに市販予定車として出品。普通自動二輪車400ccクラスを再び活性化させることをテーマにした『NEW FUNdamental Concept』（ニューファンダメンタルコンセプト）と呼ばれるシリーズ車種で、同年4月12日に後述するスケジュールで発売されることがアナウンスされた。
NC700シリーズと同様に全車種でエンジンとフレームを共用し、外装は車種ごとで差異を持たせる方式が採用された。国外向けの500シリーズと共通構造だが、エンジンは排気量の異なるNC47E型水冷4ストローク4バルブDOHC直列2気筒を搭載する。燃料供給は電子制御式燃料噴射装置（PGM-FI）を採用。バランサー付180°クランクながら低中回転域を中心に全回転域においてスムーズな出力を発揮する特性を持つ。同社の400ccクラス2気筒エンジンとしてはホークシリーズ以来となった。加速騒音規制については平成26年基準数値適合を公表。
型式名EBL-NC47。フレームはダイヤモンド型。ホイールとブレーキディスクはNCシリーズのものとは異なるが同様の構造を採用し、全車種ともABS仕様を設定。
車両部品は後述するPC44型と共通のためタイホンダマニュファクチュアリング製を中心に使用されるが、車体組立は日本の熊本製作所で行われている。

#### CBR400R
2013年4月23日発売。フルカウルのスポーツタイプで前面横2灯式ヘッドライトを採用する。CBRシリーズとしては初の2気筒エンジン搭載車になる。

#### CB400F
2013年5月23日発売。ネイキッドタイプでNC700Sと同様のコンセプトを持つ車両となっているが、ヘッドライトなどのデザインは若干異なる。他の部分はカウル装備を省略する以外は、CBR400Rと共通の車体デザインを採用する。

#### 400X
2013年6月7日発売。オンロード向けツアラータイプであるが、近年ホンダがNCシリーズやVFRシリーズでも展開する「クロスオーバーコンセプト」に基いたデザインをしており、R/Fよりも車体が大きく重心が高い。

#### 遍歴
2016年2月18日発表 400X：同月19日発売 CBR400R：同月26日発売
以下の変更を伴う2016年モデルへマイナーチンジを実施
- 平成28年自動車排出ガス規制対応により両モデルとも型式名を2BL-NC47へ変更[6][7]
- ヘッドライトをLED化[6][7]
- 400Xはフロントカウルスクリーンを大型化[6]
- CBR400Rはマフラーならびにカウルのデザインを全面的に変更[7]。
- CB400Fはモデルチェンジは行わず生産終了を公表[8]

2017年4月6日発表 CBR400：同月7日発売 400X：同月17日発売
以下の変更を伴う2017年モデルへマイナーチンジを実施
- カラーリング変更[9][10]
- 400XはCBR400R同様の小型異形マフラーへの変更・メインステップホルダー小型化・アンダーカバー廃止の装備見直しも実施し車重を2kg軽量化[10]

2018年4月19日発表 同月20日発売
CBR400R・400X共にカラーリング変更ならびに今までタイプ設定だったABSを標準装備化

### NC56型

#### CBR400R
2013年に発売されたCBR400R(NC47)を最新のデザイン・エンジンの環境対応のためにモデルチェンジするべくフルモデルチェンジがなされた。2019年1月19日に発表、2019年3月22日に発売された。

#### 400X
2013年に発売された400X(NC47)に対し、クロスオーバーモデルとしてのコンセプトは踏襲しながらも、前世代のNC47に比べて前輪の大径化(17→19インチ)を図るなどしてフラットダートの走破性を高め、よりアドベンチャーイメージを強調するデザインへと変化した。2019年1月19日に発表、2019年3月22日に発売。

### PC44型
2012年ミラノモーターサイクルショーで発表されたCBR500R・CB500F・CB500Xは、世界的な新規顧客の開拓と既存ユーザーの利便さを図った『NEW FUNdamental Concept』であることは上述のNC47型同様であるが、搭載エンジンのストロークを66.8mmに延長し排気量を471ccとした海外向け仕様車である。
エンジン出力は35kW/8500rpm・43Nm/7000rpmと欧州A2カテゴリー免許に適合する数値とされた。
NC47型との相違点は、製造がタイ王国の現地法人タイホンダ・マニュファクチュアリングカンパニー・リミテッド（Thai Honda Manufacturing Co., Ltd.）で部品から車体組立まで一括して行われることとクロスオーバータイプの車名がCB500Xとされたことである。
なお本シリーズも2016年に日本国内仕様同様となるヘッドライトLED化などのマイナーチェンジを実施。CBR500R・CB500Xだけでなく、CB500Fもマイナーチェンジを行い生産が継続された。